# 대한민국 형사소송법 제275조의2
대한민국 형사소송법 제275조의2는 피고인의 무죄추정에 대한 형사소송법의 조문이다.

## 조문
제275조의2(피고인의 무죄추정) 피고인은 유죄의 판결이 확정될 때까지는 무죄로 추정된다.
 [본조신설 1980.12.18]

第275條의2(被告人의 無罪推定)被告人은 有罪의 判決이 確定될 때까지는 無罪로 推定된다. [本條新設 1980.12.18.]

## 비교 조문
Ei incumbit probatio qui dicit, non qui negat. (입증의 부담은 부인하는 사람이 아닌 주장하는 사람 위에 있다.)— 라틴어 법언

헌법 제27조 ④ 형사피고인은 유죄의 판결이 확정될 때까지는 무죄로 추정된다.

## 참고 문헌
- 손동권 신이철, 새로운 형사소송법(초판, 2013), 세창, 2013. ISBN 9788984114081

## 같이 보기
- 대한민국 헌법 제27조